# Investigación ambiental (revista)
La revista Investigación ambiental. Ciencia y política pública es un nuevo proyecto editorial del Instituto Nacional de Ecología (INE) de la SEMARNAT. Tiene como antecedente directo la edición de 85 números de la revista trimestral Gaceta ecológica por parte de dicha institución. El cambio de publicación tiene que ver con la transformación del INE de una instancia de gestión ambiental a un instituto de investigación en 2001. De aparición semestral, es una revista arbitrada que sigue los estándares internacionales en este campo, y que permite la publicación en inglés y en español de artículos sobre temas ambientales destacados. Constan de las siguientes secciones. a) artículos originales, provenientes de investigaciones en el campo de las ciencias ambientales; b) ensayos sobre temas ambientales contemporáneos, que buscan generar polémica en torno a asuntos vinculados principalmente con la gestión de los recursos naturales; c) artículos de divulgación; d) textos clásicos, antiguos o recientes y e) reseñas de libros, películas, páginas web, etc.

## Política de acceso abierto
De acceso libre a su contenido, lo cual ha sido una política constante del INE, busca convertirse en un referente para quienes trabajan en temas ambientales desde las más diversas perspectivas y trincheras.
Para desarrollar este proyecto se usó la plataforma Open Journal Systems (OJS), un sistema de administración y publicación gratuito de revistas y documentos periódicos (seriados) en Internet, iniciativa del Public Knowledge Project 

## Equipo editorial
Comité editorial
Gerardo Bocco Verdinelli
Rodolfo Dirzo Minjarez. Exequiel Ezcurra. Gabriel Quadri de la Torre. Arturo Gómez Pompa. María Fernanda Paz Salinas. Enrique Provencio. Sergio Reyes Luján. Eduardo Vega
Director
Fedro Carlos Guillén, México
Editores asociados
- Alicia Castillo, UNAM, México. Educación ambiental
- Cristina Cortinas de Nava. Contaminación y residuos
- Rodolfo Dirzo Minjarez. Conservación de ecosistemas y especies
- Ileana Espejel. Ordenamiento del territorio
- Víctor Magaña Rueda. Cambio climático
- Víctor Hugo Páramo. Contaminación del aire
- Enrique Provencio. Políticas públicas
- Eduardo Vega. Economía mabiental

Editores técnicos
- Marina Robles
- Arturo Sánchez y Gándara

Coordinador editorial
- Raul Marcó del Pont